# 朱寵涭
遼恭王朱寵涭（1472年—1521年），明朝第六代遼王，惠王朱恩鑙的嫡第一子。弘治十年（1497年）襲封遼王。他在位二十四年。正德十六年（1521年）朱寵涭去世，三年後其子朱致格就嗣位。

## 子
1. 朱致樠
2. 遼莊王 朱致格
3. 廣元康僖王 朱致椹

| 前任者： 父惠王朱恩鑙 | 明遼國國王 1497年－1521年 | 繼任： 子莊王朱致格 |